# Prism Mirror Lens
Prism Mirror Lens ist ein Jazzalbum von Susan Alcorn und Phillip Greenlief. Die im Mai 2017 im Big Ego Studio in Long Beach, Kalifornien entstandenen Aufnahmen erschienen am 29. November 2019 auf VG+ Records.

## Hintergrund
Ab Ende der 2010er-Jahre arbeitete die Pedal-Steel-Gitarristin Susan Alcorn mit einer Reihe von Improvisationsmusikern zusammen wie Joe McPhee, Ken Vandermark, Chris Corsano, Janel Leppin, Max Johnson, Leila Bordreuil und Ingrid Laubrock. In dieser Zeit fand auch die Studiobegegnung mit dem Holzbläser Phillip Greenlief statt, bei der vier ausgedehnte Improvisationen entstanden. 
Alcorn und Greenlief waren beide Freunde und Bewunderer der 2016 verstorbenen Komponistin und Musiktheoretikerin Pauline Oliveros und ihres Ethos. Beeindruckt von Alcorns Spiel auf Aufnahmen hatte Greenlief sie kontaktiert und gefragt, ob er sie in Baltimore besuchen und dort mit ihr spielen könne. Die musikalische Beziehung, die sie knüpften, führte zu einigen Auftritten an der Ostküste der USA und einer Tournee an der Westküste, die im Mai 2017 in einer Aufnahmesession in Long Beach, Kalifornien, gipfelte.

## Titelliste
- Susan Alcorn & Phillip Greenlief: Prism Mirror Lens (VG+ Records VG+ 002)[1]

1. Light Green 11:57
2. Bright Blue 10:19
3. Cloudy Blue 14:44
4. Forest Green 6:34

Die Kompositionen stammen von Susan Alcorn und Phillip Greenlief.

## Rezeption
„Was für ein köstlicher Tanz aus gesprenkelten Texturen“, lobte Spencer Grady in Jazzwise. Die Pedal-Steel-Spielerin Susan Alcorn habe sich einen verdienten Ruf für genau diese Art von „Country-Klassik-Improvisationshüpferei“ erworben, indem sie sich zuletzt mit den ernsthaften Post-Jazz-Komponisten Mary Halvorson und Nate Wooley zusammengetan habe. Hier improvisiere sie zusammen mit Phillip Greenlief, dem erfahrenen Holzbläser aus der Bay Area, in vier raumgreifenden Stücken und deute dabei die Verfeinerung der Melodie mit einem sympathetischen Partner an, der ebenso dem Deep Listening-Ansatz von Pauline Oliveros verbunden sei. Gemeinsam würde dieses vollendete Duo eine ergreifende Studie über pointillistische Sensibilität und „einbalsamierende Mikrodröhnung“ entwerfen, die die Zuhörer in ihren Bann ziehe und die Aufmerksamkeit auf die lebendigen Blüten blühender Klangfarben und meditativer Töne ihrer unverwechselbaren Musik lenke.